# السرب 161 (إسرائيل)
تشكل السرب 161 التابع للقوات الجوية الإسرائيلية، المعروف أيضاً باسم (سرب الثعبان الأسود) (بالعبرية: הנחש השחור) في 1980 كسرب لمروحيات إم دي 500 ديفيندر ثم مروحيات إيه إتش-1 كوبرا وكان يعرف سابقاً باسم سرب الكوبرا الثاني وأيضاً سرب الكوبرا الشمالي. قبل أن يتحول في 1985 لسرب طائرات بدون طيار طراز إلبت هرمس 450 ويتمركز حالياً في قاعدة بلماحيم الجوية.